# Eisenvogel
Eisenvogel est un livre suisse publié par l'écrivain, réalisateur suisse-tibétaine et l'actrice Yangzom Brauen. Le titre complet de la biographie Eisenvogel: Drei Frauen aus Tibet. Die Geschichte meiner Familie, signifie littéralement « Oiseau de fer, trois femmes du Tibet, l'histoire de ma famille ». Publié pour la première fois en 2009, le livre illustré est également distribué sous forme de livre de poche, de livre électronique et de livre audio en langue allemande.

## Résumé
Dans cet ouvrage, Yangzom Brauen raconte l'histoire de trois générations d'une famille tibétaine depuis la naissance de sa grand-mère, Kunsang Wangmo, jusqu'à leur vie parmi la diaspora tibétaine en 2010.
Kunsang Wangmo est née à Dergué, dans le Kham, au Tibet, en 1921. Elle devint nonne bouddhiste de l'école Nyingma et a étudié pendant de nombreuses années auprès d'Ape Rinpoché à Ngabö. Par la suite, elle a épousé un moine, Tsering Dhondup. Ils ont vécu dans un monastère à Pang-ri avec leurs enfants jusqu'à la fin des années 1950, lorsque la violence de la répression communistes chinoise l'ont incité à fuir en Inde. 
Kunsang Wangmo souhaitait devenir religieuse dès son plus jeune âge. Après le décès de son père, elle accompagne Ape Rinpoché, le plus haut lama d'un village voisin, lors d'un pèlerinage dans le Kongpo à Ngabö, où ils sont accueillis par Ngabo Ngawang Jigme, alors maire de la ville. Touché par la bonté d'Ape Rinpoché, Kunsang en a fait son lama racine. Elle est restée dans son ermitage pendant de nombreuses années, se consacrant aux rituels bouddhistes, à la prière et à la méditation. Parfois, elle se rend en pèlerinage, notamment pour voir Dudjom Rinpoché, qui devint une figure importante et un guide tout au long de sa vie. Au printemps 1945, un jeune moine nommé Tsering Dhondup rejoint l'ermitage d'Ape Rinpoché et tombe amoureux de Kunsang, alors âgé de vingt-cinq ans environ. Ils se sont mariés, l'école Nyingma n'imposant pas de règles strictes en matière de célibat. Elle tomba enceinte quatre fois au cours des années suivantes, bien que seul le troisième enfant, Sonam Dölma, ait atteint l'âge adulte. 
À la demande de Trishul Rinpoché, qui leur a demandé de s'occuper de son petit monastère de Pang-ri pendant son absence, Kunsang Wangmo  et Tsering Dhondup s'installent dans une petite maison à côté du monastère. 
À mesure que la répression communiste chinoise s'intensifie, ils entendaient de plus en plus d'histoires de violence, en particulier à l'est. Les soldats chinois sont venus deux fois et ont saccagé le monastère afin de récupérer des objets de valeur, les incitant à prendre la décision de s'enfuir en Inde. Ils ont traversé l'Himalaya et se sont retrouvés dans un camp de réfugiés tibétains étouffant et humide dans l'Assam, au nord-est de l'Inde. La sœur cadette de Sonam est tombée malade et est morte à l'âge de quatre ans. Après quelques mois, ils ont été autorisés à se rendre à Simla, la capitale de l'Himachal Pradesh, dont le climat est plus frais. 
À Simla, ils travaillent sur un chantier de construction où ils cassent des pierres, mais les travaux manuels difficiles ont pesé sur la santé de Tsering, qui est mort. Alors que Tsering était à l'hôpital, Kunsang a trouvé un emploi au château de Sterling, un orphelinat, une clinique et une école pour enfants tibétains. Un jour, le dalaï-lama est venu visiter le château de Sterling pour voir les enfants réfugiés tibétains, à la grande joie de Kunsang. Quelques années plus tard, Kunsang et Sonam furent à nouveau déplacés à Mussoorie à la fermeture de l'orphelinat de Sterling. Martin Brauen, un Suisse étudiant le bouddhisme à l'université de Delhi, a rencontré Sonam alors qu'elle travaille dans un restaurant tibétain. Kunsang a consulté Dudjom Rinpoché au sujet de leur union, mais il a déconseillé le voyage de Martin et Sonam en Suisse, prévoyant un grand malheur. Le cœur brisé, Martin Brauen est rentré seul en Suisse, mais reste en lien épistolaire avec Sonam. Plus tard, Kunsang consulte à nouveau Dudjom Rinpoché, qui donne son soutien complet après avoir constaté un changement dans leur destin. Ils se marient et après avoir surmonté de nombreux obstacles bureaucratiques, Martin amène avec succès Sonam et Kunsang en Suisse. Le couple a eu deux enfants, Yangzom et Tashi. 
En Suisse, Martin a travaillé au musée ethnographique de l'université de Zurich. Il a également écrit des livres sur le bouddhisme et l'histoire de l'art et de la culture du Tibet. 
En 1986, après que le gouvernement chinois a assoupli les restrictions à l'entrée imposées aux touristes et aux exilés, la famille au complet s'est rendue au Tibet. Ce fut un voyage doux-amer où ils rencontrèrent des parents et entendirent parler de leurs souffrances durant les années passées, en particulier pendant la révolution culturelle. 
De retour en Suisse, ils s'installent à Berne. Sonam commence à suivre des cours d'art et est rapidement devenu une artiste abstraite. Yangzom, qui aimait le théâtre depuis son plus jeune âge, est devenue actrice et modèle. Au même moment, elle s'est activement impliquée dans la campagne pour la libération du Tibet en 1999 lors de la visite de Jiang Zemin à Berne. Elle est également devenue présidente de l'association de la jeunesse tibétaine en Europe et est allée manifester à Moscou, où le Comité international olympique organisait une conférence en 2008. 
Yangzom s'est installé à Los Angeles.  Des perspectives d'emploi ont amené Martin et Sonam à New York,  tandis que Kunsang et Tashi sont restés en Suisse.

## Titre
Après l'annexion du Tibet, la sombre prophétie attribuée à Padmasambhava s'accomplit : « Quand les oiseaux de fer voleront, quand les chevaux de fer galoperont sur des roues, le Dharma sera chassé du Tibet. Les Tibétains se répandront comme des fourmis sur l’espace de la Terre. Et le Dharma parviendra au Pays de l’homme rouge. » Le titre du livre fait référence à cette prophétie.

## Accueil critique
La réponse médiatique dans les journaux, la radio et la télévision est largement positive,, et le livre a été répertorié sur les listes des best-sellers en Suisse et dans d'autres pays de langue allemande.
« Les histoires de vie de grand-mère, fille et petite-fille mettent un pays opprimé sous un nouveau jour. » — Heike Vowinkel, Die Welt.
En 2009, le livre est devenu un best-seller dans la région de langue allemande avec plus de 100 000 exemplaires vendus.

## Éditions internationales
Eisenvogel a également été publié en anglais et en français en 2011 :
- Across Many Mountains : Three Daughters of Tibet, Londres, Harvill Secker, 2011, 348 p. (ISBN 978-1-84655-344-8, lire en ligne )
- Across Many Mountains: A Tibetan Family's Epic Journey from Oppression to Freedom, New York, St. Martins Press, 2011, 306 p. (ISBN 978-0312600136, lire en ligne )

- J'ai franchi tant de montagnes : Trois femmes tibétaines sur le chemin de la liberté, traduction Prisca Weiler, Presses de la Cité, 2011,  (ISBN 2258082048 et 978-2258082045),

## Adaptations cinématographiques, télévisuelles et théâtrales
Un film annoncé en 2012, est sorti en 2025. Yangzom Brauen a joué le rôle d'une femme tibétaine dans le film 2012 Fuite à travers l'Himalaya.
En 2025, Martin Brauen et Yangzom Brauen ont écrit et réalisé Mola - Eine tibetische Geschichte von Liebe und Verlust ((en) Mola - A Tibetan Tale of Love and Loss), un documentaire sur Kunsang Wangmo.